# Walter Trier

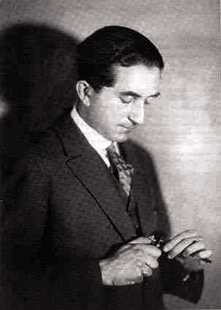
Walter Trier, einen Bleistift spitzend

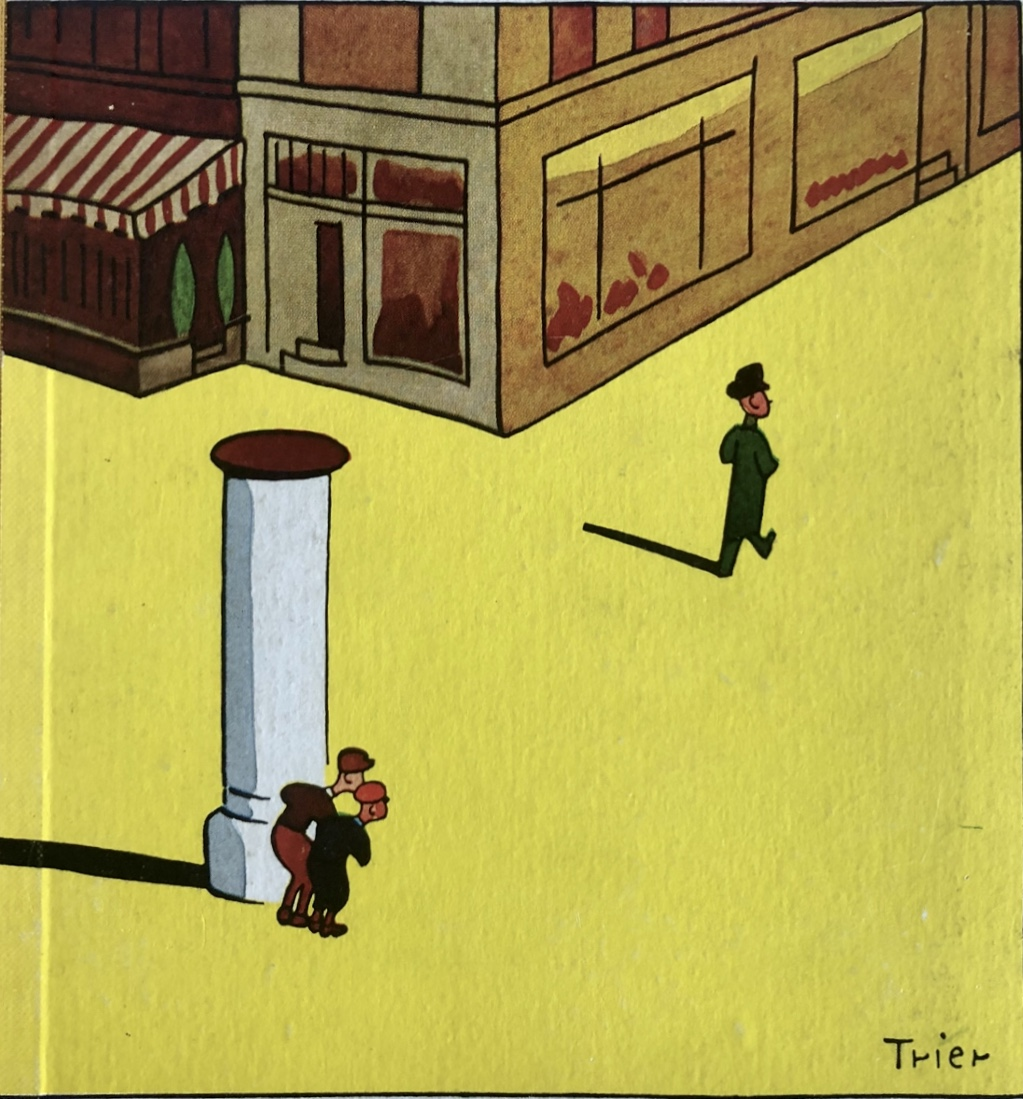
Illustration Walter Triers für das Buchcover von Emil und die Detektive (Erich Kästner 1929)

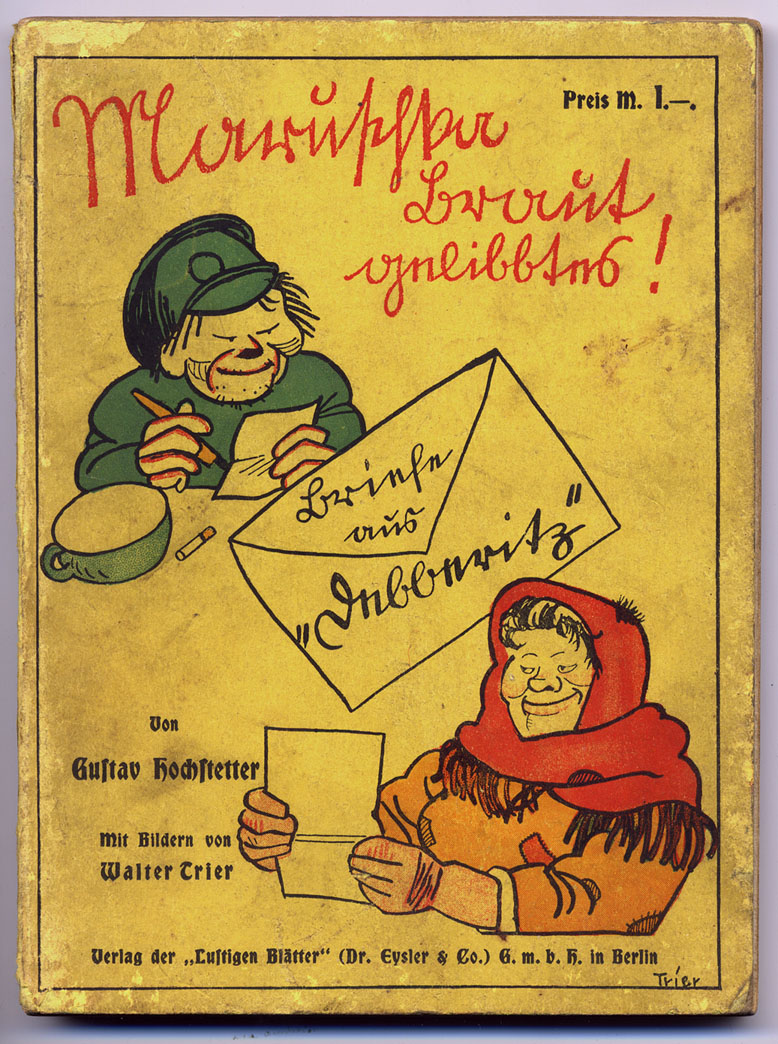
Gustav Hochstetter: Maruschka Braut gelibbtes! Briefe aus „Debberitz“ (1915)

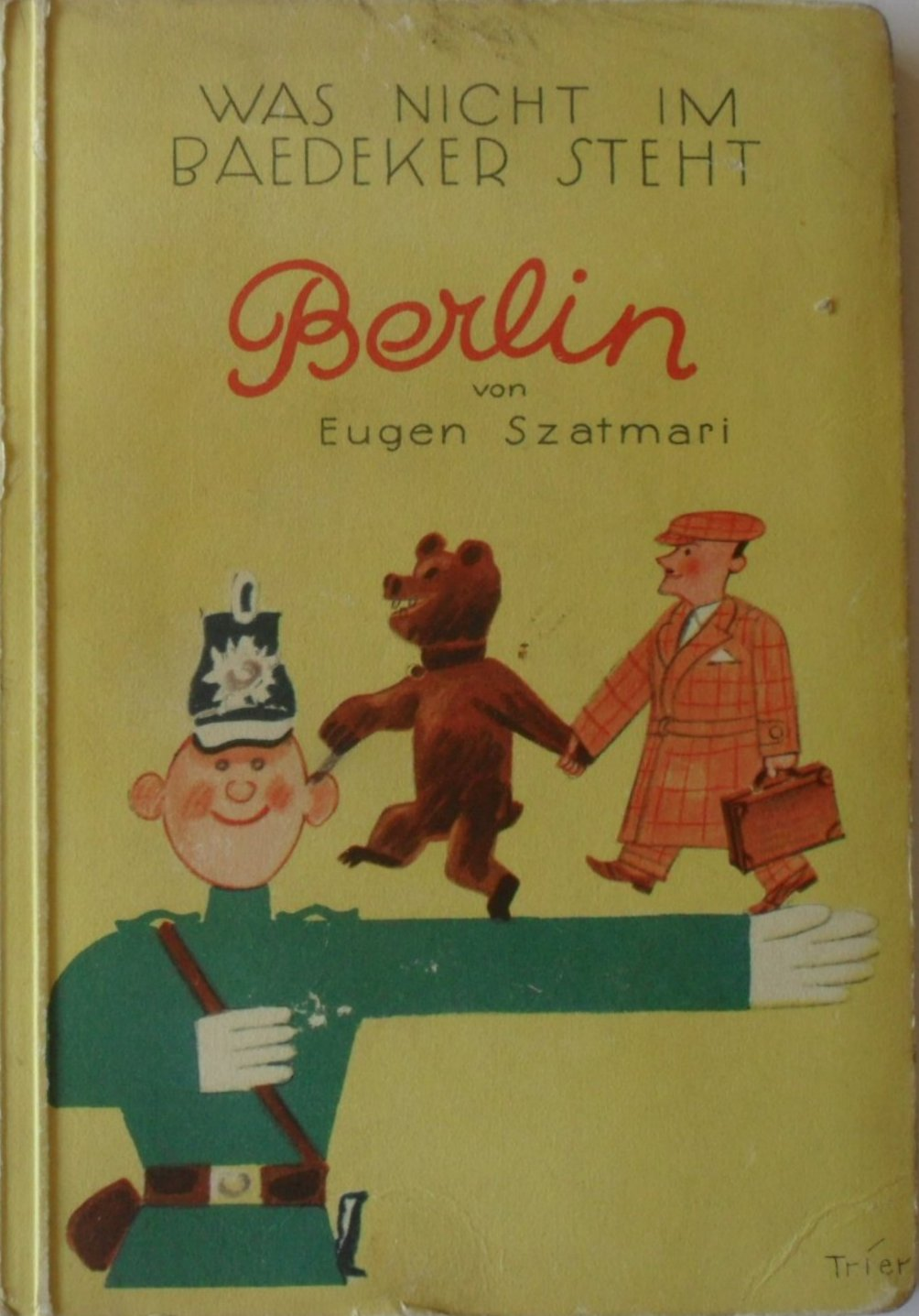
Eugen Szatmari: Das Buch von Berlin (1927) aus der Reihe Was nicht im „Baedeker“ steht

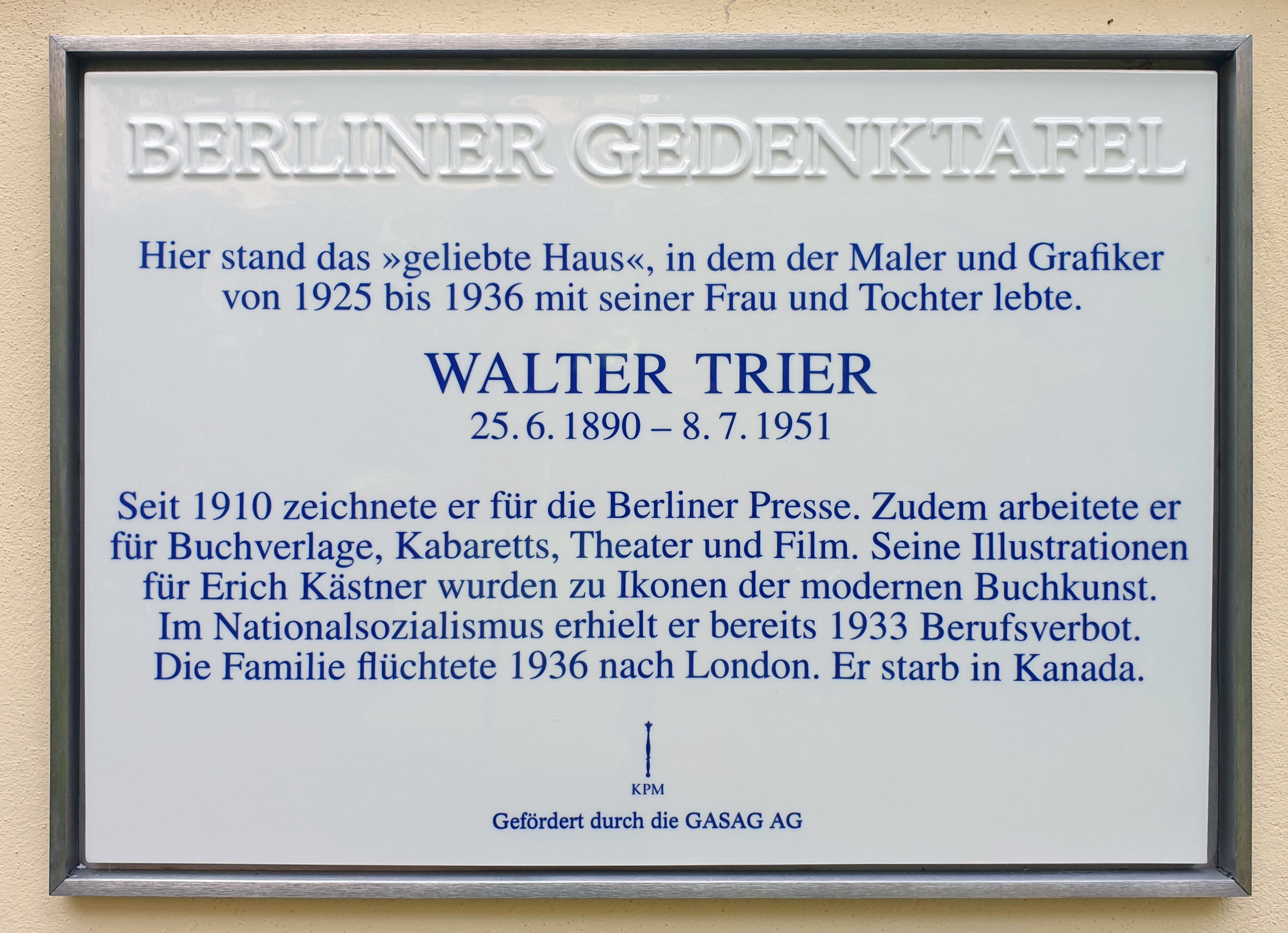
Berliner Gedenktafel am Haus, Herwarthstraße 10, in Berlin-Lichterfelde

Walter Trier (* 25. Juni 1890 in Prag, Österreich-Ungarn; † 8. Juli 1951 in Craigleith bei Collingwood, Ontario, Kanada) war ein Zeichner, Illustrator und Karikaturist.

## Leben
Walter Trier war Kind einer deutschsprachigen, jüdischen Mittelschichtfamilie. Er studierte zuerst in Prag und später an der Münchner Akademie bei Franz von Stuck.
Er arbeitete für den Simplicissimus, die Jugend und die Lustigen Blätter, zeichnete seit 1910 für den Ullstein-Verlag, so für die Berliner Illustrierte, den Uhu und Die Dame. 
Er war zudem für Ulk und die satirische Monatszeitschrift „Die Frechheit“ tätig. Während des Ersten Weltkrieges zeichnete er eine Reihe propagandistischer Karikaturen gegen Großbritannien und die anderen Ententemitglieder für die Kriegsnummern der Lustigen Blätter, Berlin.
Walter Trier war außerdem Werbezeichner, schuf Zeichentrickfilme, Bühnenbilder und Kostüme. Auch das Kinderspielzimmer auf dem Dampfer Bremen stammte von Walter Trier. 1919–1920 veröffentlichte er Karikaturen für die Illustrierte Filmwoche.
Der bereits sehr erfolgreiche und weltweit angesehene Trier wurde durch seine Illustrationen zu Kinderbüchern von Erich Kästner langzeitig berühmt. 1929 machte die Verlegerin Edith Jacobsohn ihn mit Erich Kästner bekannt und so wurde er noch im selben Jahr zum Illustrator des ersten Kinderbuches von Erich Kästner, Emil und die Detektive, und trug viel zu Kästners Erfolg als Kinderbuchautor bei. Mehrere Jahre lang verband die beiden Künstler eine enge Zusammenarbeit und Freundschaft. Neben Kästner war er gestalterisch unter anderem auch bei Werken von Erika und Klaus Mann, Alexander Roda Roda, Kurt Tucholsky und Hermann von Wedderkop tätig.
Ab 1927 fertigte er insgesamt 17 Einbandentwürfe für die bis Ende der 1930er-Jahre erschienene Reihe des Piper Verlags Was nicht im „Baedeker“ steht, der Was nicht im Wörterbuch steht ab 1934 mit sechs Trier-Einbänden in gleicher Manier folgte. Auch die Illustrationen der bekannten Geschichte für kleine und große Jungen Klapzubova jedenáctka (dt. Klapperzahns Wunderelf) stammten von Trier, der 1929 bekannte, ein Fußballenthusiast zu sein, und zum Kreis des Berliner Künstler-Sportclubs Oase gehörte. Für ein Sammelbildalbum der „Haus Bergmann“ Zigarettenfabrik AG zeichnete er um 1930 Karikaturen bekannter deutscher Sportler (z. B. Max Schmeling, Otto Schmidt, Inge und Ellen Braumüller).
Nach der Machtübergabe an die Nazis 1933 waren die Illustrationen zu Mark Twains Die Abenteuer des Tom Sawyer und Huckleberry Finn sein letztes Werk auf dem europäischen Festland, danach emigrierte Walter Trier Ende 1936 nach London, wo er für die Satirezeitschrift Liliput und die Illustrierte Picture Post zeichnete. Politische Zeichnungen zum Massaker von Lidice und dem Attentat auf Heydrich erschienen im britischen deutschsprachigen Wochenblatt Die Zeitung. 
1942 schrieb und gestaltete er für das britische Informationsministerium ein Flugblatt „Nazi-Deutsch in 22 Lektionen“, welches von Maschinen der Royal Air Force über den von Nazi-Deutschland besetzten Gebieten abgeworfen wurde und eine andere Lesart oder Definition der gängigsten Nazi-Begriffe und Thesen anbieten sollte. In Zusammenarbeit mit dem tschechischen Karikaturisten Adolf Hoffmeister gab er 1944 die Sammlung politischer Karikaturen Jesters in Earnest heraus. Weiterhin steuerte er Illustrationen zu Kinderbüchern bei und gab eigene Bände und Spielbücher heraus. 1945 illustrierte er das Heft 34 Brer Rabbit der englischen Kinderzeitschrift Puffin Picture Books.
Nach Kriegsende wanderte Walter Trier 1947 zu seiner Tochter nach Kanada aus, wo er sein zeichnerisches Wirken fortsetzte, als Werbegrafiker und weiterhin als Illustrator für Bücher Kästners. Er lebte mit seiner Frau in Collingwood.
Walt Disney bot ihm eine Stelle als Trickfilmzeichner an, Trier lehnte das aber ab, da er nicht unter einem fremden Konzernlogo arbeiten wollte.
Trier signierte seine Werke meistens in der rechten unteren Ecke mit seinem Nachnamen in Druckschrift.

## Ehrung
Am 1. Juli 2024 wurde an seinem ehemaligen Wohnort, Berlin-Lichterfelde, Herwarthstraße 10, eine Berliner Gedenktafel enthüllt.

## Ausstellungen
- Salon der Lustigen Blätter – Ausstellung von Originalzeichnungen der Mitarbeiter des Witzblattes „Lustige Blätter“ – 20. September bis 20. Oktober 1910 – Berlin – Hohenzollern Kunstgewerbehaus – Trier mit 15 Werken vertreten
- Große Berliner Kunstausstellung 1911 – 29. April bis 1. Oktober 1911 – Berlin – Akademie der Künste – Trier mit einem Werk vertreten
- Ausstellung Berliner Bühnenbildner – 1. Juni bis 31. Juli 1926 – Berlin – veranstaltet von der Neuen Kunsthandlung – Trier mit 21 Werken vertreten
- 51. Ausstellung der Berliner Secession – Herbst-Ausstellung 1926 – 23. Oktober bis 15. Dezember 1926 – Berlin – Berliner Secession – Trier mit einem Werk vertreten
- 53. Ausstellung der Berliner Secession – 25. Februar bis 30. April 1928 – Berlin – Berliner Secession – Trier mit zwei Werken vertreten
- 58. Ausstellung der Berliner Secession – Herbst-Ausstellung 1929 – Herbst 1929 – Berlin – Berliner Secession – Trier mit drei Werken vertreten
- Berliner Humor – Trier/Simmel/Zille – Februar bis März 1929 – Berlin – Moderne Galerie Wertheim – Trier mit 122 Werken vertreten
- Walter Trier – November 1934 – Prag – Gallerie André – Einzelausstellung (Umfang unbekannt)
- Exhibition of 20th Century German Art – 8. Juni bis 27. August 1938 – London – New Burlington Galleries – Trier mit Werken vertreten (Umfang unbekannt)
- Exhibition of Works by Allied Artists – Under the auspices of the British Council – 6. Mai bis 30. Mai 1942 – London – R. B. A. Galleries – Trier mit einem Werk vertreten
- Cartoons by Z.K., Hoffmeister, Pelc, Stephen, Trier – September bis Oktober 1943 – London – The Czechoslovak Institute – Trier mit Werken vertreten (Umfang unbekannt)
- Cartoons an Caricatures: Joss, Ross, Sallon, Walter Trier, Vicky, Victoria, Mark Wayner – 19. April bis 12. Mai 1950 – London – Ben Uri Art Gallery – Trier mit Werken vertreten (Umfang unbekannt)
- „Da bin ich wieder“ – Walter Trier – Die Berliner Jahre – 22. Januar bis 28. Februar 1999 – Berlin – Kunstbibliothek SMPK
- Humorist Walter Trier – Selections from the Trier-Fodor Foundation Gift – 22. März bis 25. Mai 1980 – Toronto – Art Gallery of Ontario – Trier mit 123 Werken vertreten
- Walter Trier: Kinderbuchillustrationen aus der Sammlung Kurt L. Maschler, London – 16. Juni bis 5. Juli 1983 – München – Internationale Jugendbibliothek
- Walter Trier. Politik. Kunst. Reklame – 11. Juni bis 3. September 2006 – Hannover – Wilhelm-Busch-Museum
- Walter Trier. Der frech-fröhliche Illustrator von Erich Kästners Kinderbüchern – 21. Februar bis 22. September 2024 – München – Internationale Jugendbibliothek

## Werk

### Buchillustrationen
- Felix Schloemp – Walter Trier: Schabernack und Lumpenpack. Die lustigsten Moritaten und Schauerballaden. Georg Müller Verlag München und Leipzig 1913
- Fred A. Colman – Walter Trier: Artisten. Paul Aretz, Dresden 1928
- Die von Walter Trier illustrierten Kinderbücher von Erich Kästner finden sich mit Abbildungen der Umschläge bei der Erich Kästner Gesellschaft.
- Erich Kästner – Walter Trier: Till Eulenspiegel – Atrium Verlag Zürich 1999 (erstmals erschienen 1938 im Atrium Verlag Zürich)
- Erich Kästner – Walter Trier: Georg und die Zwischenfälle – Atrium-Verlag Basel, Mährisch-Ostrau 1938 (Spätere Ausg. u.d.T.: Der kleine Grenzverkehr oder Georg und die Zwischenfälle. Zürich 1949ff.; München Dtv 172008. ISBN 978-3-423-11010-5)
- Harry Rowohlt – Walter Trier: Der lustige Dampfer. Cecilie Dressler, Hamburg 2009, ISBN 978-3-7915-1675-2[5]
- Paul Benndorf – Walter Trier: Till Eulenspiegel. (Neudruck), Klaus-Becker-Verlag, Potsdam 2022, ISBN 978-3-88372-366-2.

### Bücher
- Walter Trier: Nazi-Deutsch in 22 Lektionen (Nazi-German in 22 lessions [sic]). Mit hilfreichen Informationen für Führer, Saboteure, Gauleiter und Quislinge. Nachdruck einer Flugschrift aus dem Jahr 1942. Favoritenpresse, Berlin, 2. Auflage 2022. Nicht paginiert, ca. 80 Seiten mit drei Kurzbiographien und Bemerkungen in Deutsch und Englisch zu den 24 Abbildungen von Antje M. Warthorst (Walter-Trier-Archiv, Konstanz) sowie zu Walter Trier und Max Czollek. ISBN 978-3-96849-053-3 (Ursprünglich in sechs europäischen Sprachen veröffentlicht. Allerdings sind neben dem Englischen nur noch die Ausgaben in Niederländisch (Nazi-Duitsch in 22 Lessen, 1942) und Portugiesisch (Alemao-Nazi in 22 Licoes, 1942) erhalten.)
- 10 kleine Negerlein. Blüchert, Stuttgart 1954.

### Illustrationen in Zeitschriften und Zeitungen
- Simplicissimus – Simplicissimus-Verlag – München – Beiträge in den Jahren 1909–1913
- Jugend – G. HIRTH’s Kunstverlag – München – Beiträge in den Jahren 1910–1911
- Lustige Blätter – Dr. Eysler & Co. – Berlin – Beiträge in den Jahren 1910–1935
- Reigen – Blätter für Galante Kunst und Tanz – Wilhelm Borngräber Verlag – Leipzig – Beiträge im Jahr 1919
- Berliner Illustrirte Zeitung – Ullstein Verlag – Berlin
- Die Dame – Ullstein Verlag – Berlin – Beiträge in den Jahren 1919–1935
- UHU – Das neue Monatsmagazin – Ullstein Verlag – Berlin – Beiträge in den Jahren 1924–1933
- Die Koralle – Ullstein Verlag – Berlin – Beiträge 1925 (– ?)
- Prager Tagblatt – Heinrich Mercy – Prag
- Lilliput – The Pocket Magazine for Everyone – Pocket Publications Ltd. – London – Beiträge in den Jahren 1937–1949
- Die Zeitung – Maxwell Publishing Co. Ltd. – London – Beiträge in den Jahren 1941–1944

### Filme
- Ein Tag des Reichspräsidenten – Zeichentrickfilm (verschollen) – Zeichnungen von Walter Trier – 1919 – Berlin[6]
- Großer Internationaler Boxkampf – Triers Trick-Film – Zeichentrickfilm ca. 7 Minuten (verschollen) – Zeichnungen von Walter Trier – 1920 – Projektions A.G. Union – Berlin
- Filmsterne – Teil 1 – Zeichentrickfilm ca. 6 Minuten (verschollen) – Zeichnungen von Walter Trier – 1920 – Projektions A.G. Union – Berlin
- Filmsterne – Teil 2 – Zeichentrickfilm ca. 6 Minuten (verschollen) – Zeichnungen von Walter Trier – 1920 – Projektions A.G. Union – Berlin
- Der Markt von Titipu – Zeichentrickfilm ca. 5 Minuten (verschollen) – Zeichnungen von Walter Trier – 1921 – Projektions A.G. Union – Berlin
- Schönheitsabend – Triers Trick-Film – Zeichentrickfilm ca. 5 Minuten (verschollen) – Zeichnungen von Walter Trier – 1921 – Projektions A.G. Union – Berlin
- Der böse Geist Lumpaci Vagabundus – Stummfilm (Bauten und Figurinen von Walter Trier) – 1922 – Carl Wilhelm-Film G.m.b.H. – Berlin
- Acht Maler und ein Modell – Dokumentarfilm (verschollen) – 1927 – Universum-Film AG (Ufa) – Berlin
- Mein Herz ist eine Jazzband – Stummfilm (Kostüme von Walter Trier) – 1928 – Efzet-Film G.m.b.H. – Berlin

### Bühnendekorationen und Kostüme
- Für Dich – Revue in 2 Akten mit 20 Bildern – von Erik Charell – Musik und Gesangstext von Ralph Benatzky – 1925 – Berlin – Großes Schauspielhaus – Bühnen- und Vorhangentwürfe zum 11. Bild „Alpensymphonie“ von Walter Trier

### Sonstige Arbeiten
- zusammen mit Ebi Naumann: Crazy People. Ein Hin- und Her-Klappbuch, Cecilie Dressler Verlag, Hamburg 2011 ISBN 978-3-7915-1426-0